# Перемишльсько-Горлицька єпархія
Перемишльсько-Горлицька єпархія (також Перемишльська єпархія; пол. Diecezja Przemysko-Gorlicka) — єпархія Православної церкви Польщі для лемків-українців з центром в Сяніку. Територіально розташована в межах усього Підкарпатського і східної частини Малопольського воєводств. 
В храмах єпархії богослужіння звершуються за, так званим, галицьким обрядом українською мовою або церковнослов'янською мовою з українською вимовою (київським ізводом). Використовується юліанський календар.

## Історія
Єпархія веде свою історію від Перемишльської єпархії, заснованої в XII столітті в межах Київської митрополії. Певний час вона належала до Галицької митрополії, а у 1691 році прийняла Берестейську унію.
До Другої світової війни православні церкви в Галичині мали поодинокі парафії у великих містах для емігрантів зі Східної України і Волині, а після Тилявської схизми на Лемківщині діяла легально ціла мережа. Під час німецької окупації в Генеральній губернії для православних українців — лемків і приїжджих — діяла Краківська, Лемківська і Львівська єпархія. Після Другої світової війни православні парафії Лемківщини належали до Лодзької єпархії.
Православну Перемишльську єпархію було відроджено в 1983 році. Єпископом Перемишльським і Новосончівським призначено Адама (Дубеца).
Після демократизації Польщі наприкінці 1980-х — на початку 1990-х і запровадження свободи віросповідання становище єпархії поліпшилося. У 1994 році під юрисдикцію єпархії перейшов греко-католицький Вуйковицький монастир.
1 квітня 2008 року Собор єпископів Польської православної церкви створив Горлицьку вікарну кафедру, призначивши на неї намісника Супрасльського монастиря архімандрита Гавриїла (Гібу), однак він відмовився. 10 березня 2009 року на кафедру призначено єпископа Паїсія (Мартинюка).

## Устрій
Перемишльська єпархія поділяється на 4 благочиння (деканати): Горлицький (8 парафій, 12 храмів і 1 каплиця), Криницький (3 парафії, 5 храмів), Сяноцький (8 парафії, 9 храмів і 1 каплиця) і Перемишльський (садиба у с. Кальників) (5 парафій, 7 храмів). Загалом, в єпархії налічується 24 парафії і 33 храми та 2 каплиці.
В єпархії діє Вуйковицький монастир на честь святих рівноапостольних Кирила і Мефодія, заснований у 1986 році, як греко-католицький. У 1994 році, після конфлікту монахів з римо-католицьким єпископом Перемишльським Ігнацієм Токарчуком, монастир перейшов в православ'я під юриздикцію Перемишльської єпархії.
Кафедральною є Церква Святої Трійці в Сяніку, біля якої, за адресою Zamkowa 16, 38-500 Sanok, знаходиться єпархіальне управління і канцелярія архієпископа. Конкафедральною є Церква Успіння Пресвятої Богородиці у Перемишлі.
Секретар єпархії — протоієрей Іван Антонович.
Єпархія видає щоквартальний журнал «Антифон» і щорічний православний календар з богослужбовими вказівками. В Сяніку діє єпархіальний хор «Ірмос», очолюваний Мар'яною Ярою.

## Правлячі архієреї
- Адам (Дубец) (30 січня 1983 — 24 липня 2016), архієпископ Перемишльський і Новосанчівський, до 1996 був єпископом;
- Паїсій (Мартинюк) (з 25 серпня 2016-го), єпископ Перемишльський і Горлицький.

## Галерея

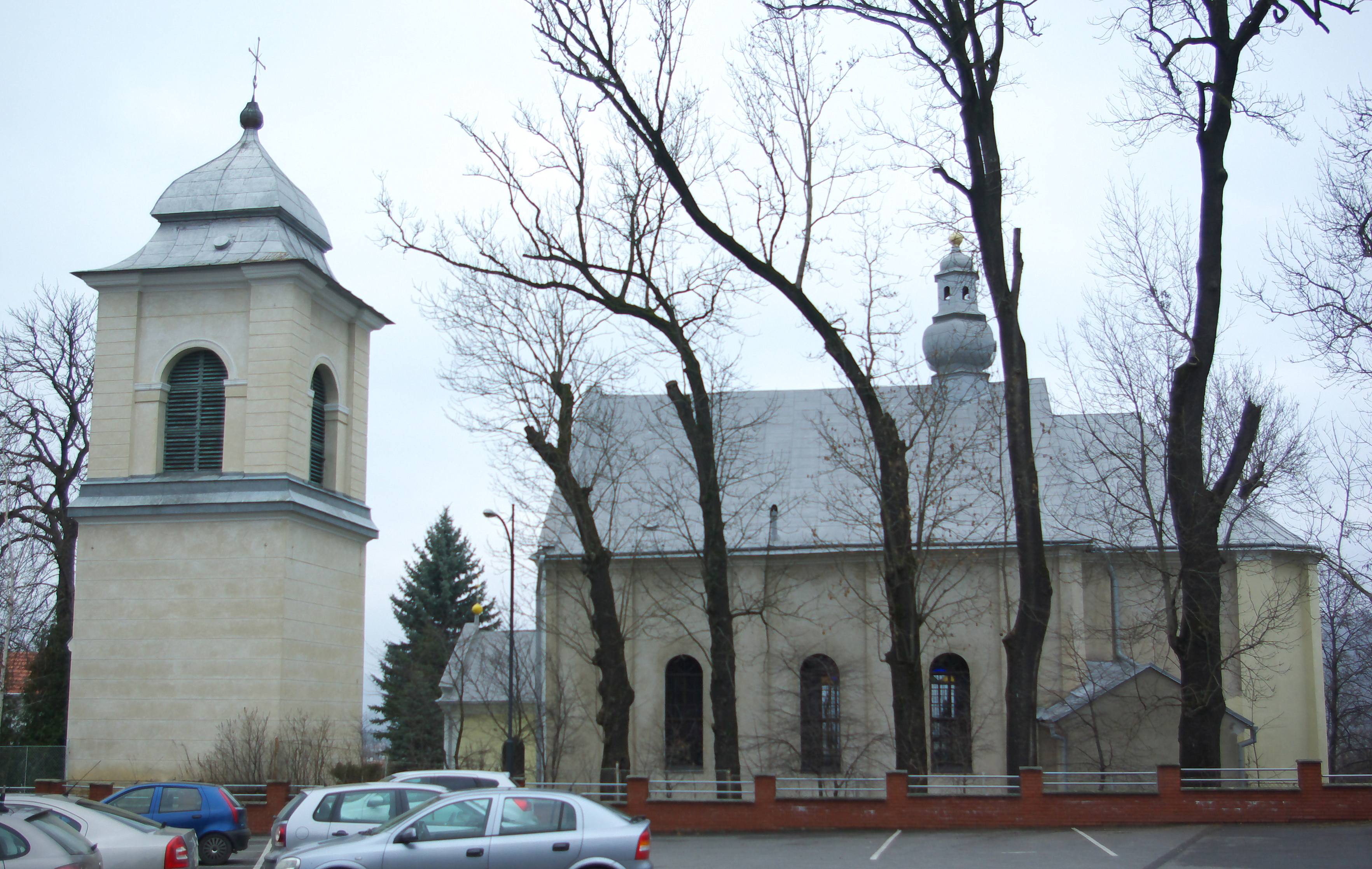
Кафедральна церква Пресвятої Трійці у Сяніку (2009)
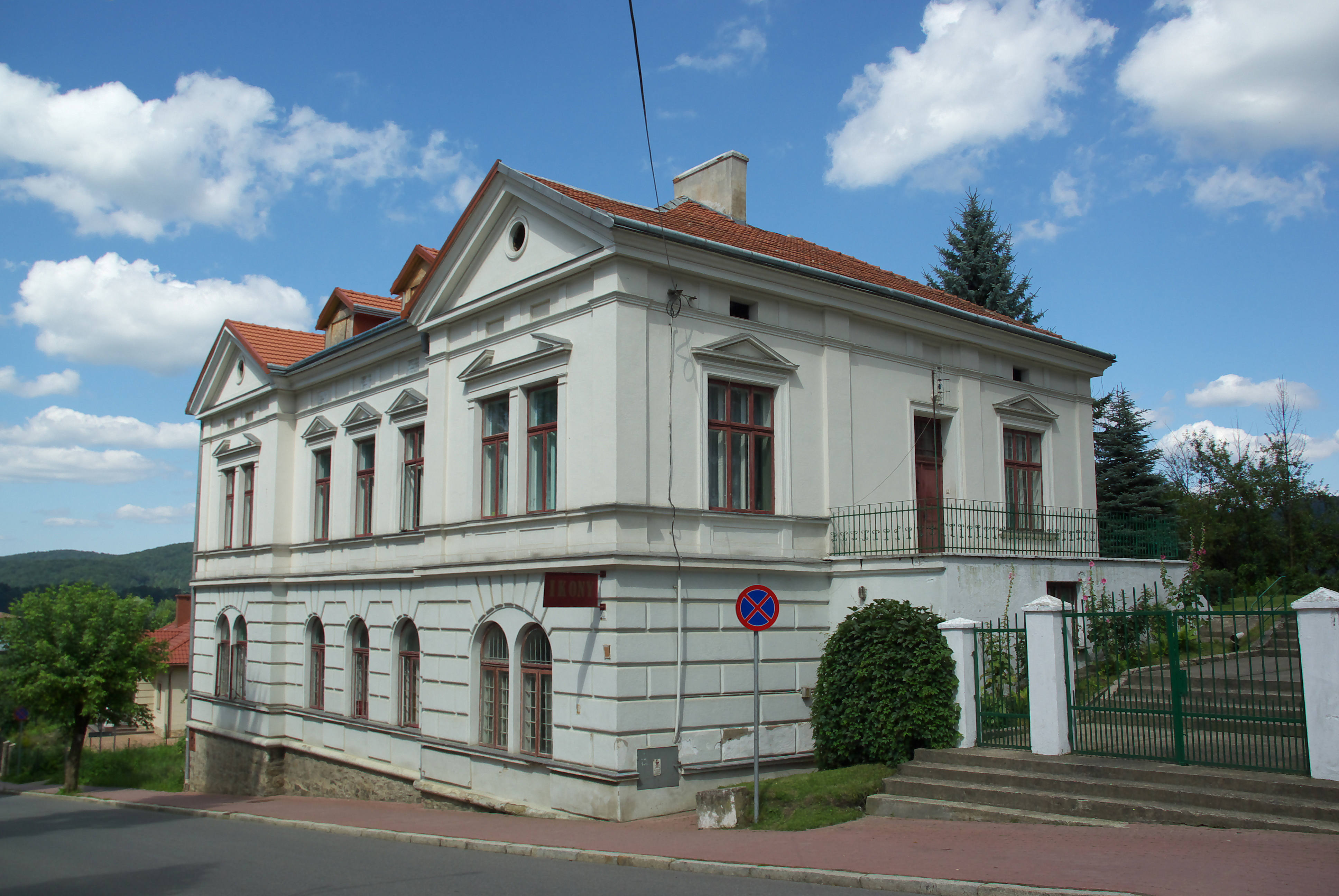
Єпархіальне управління (2011)
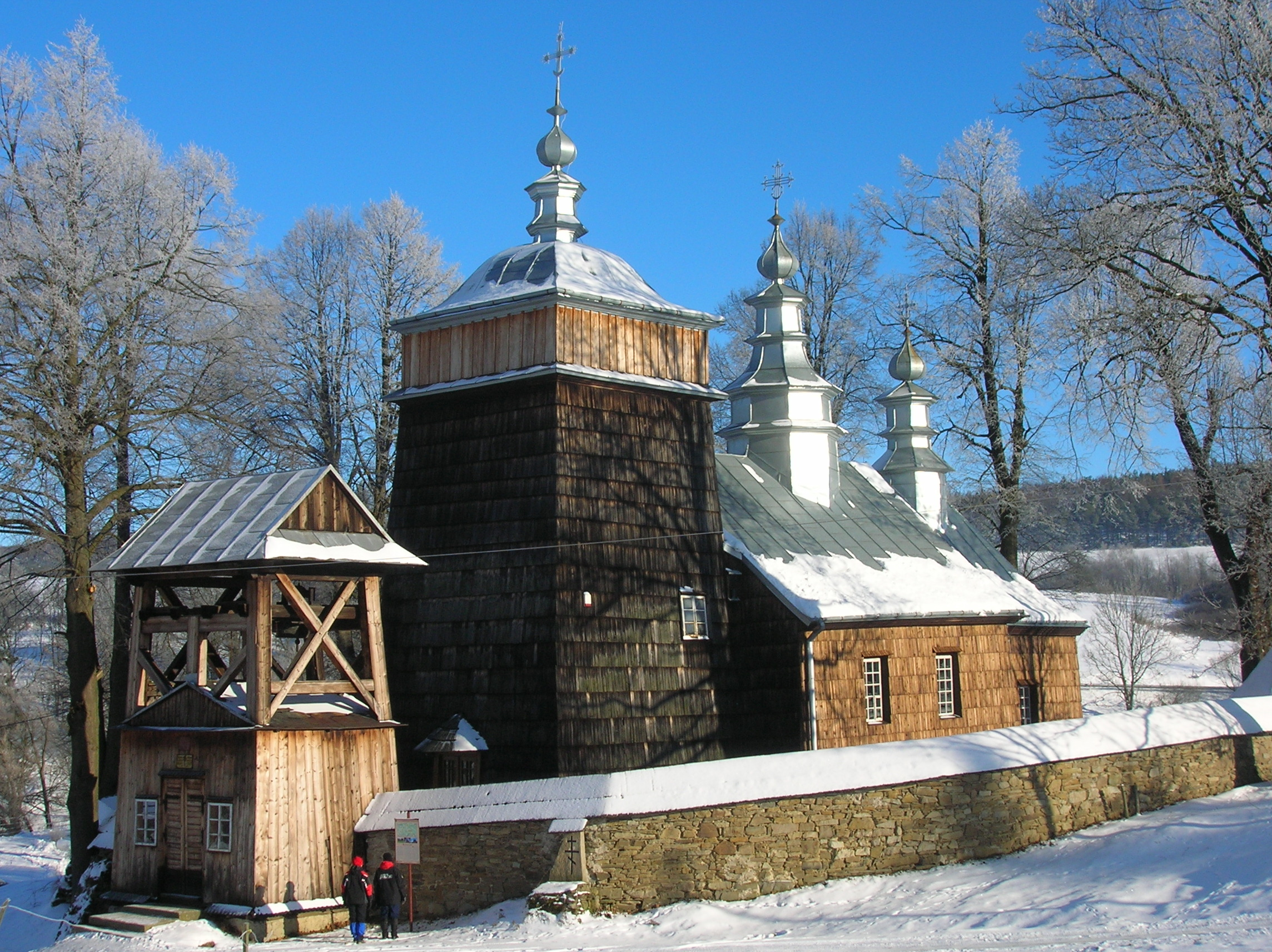
Церква Покрова Богородиці в Ждині